# Liste des présidents de la Lettonie
Ceci est une liste des présidents de Lettonie.
Pour un article plus général, voir Président de la république de Lettonie.

## Liste des présidents de la Lettonie
| 1                     |           | Jānis Čakste         | Intérim          | 17 décembre 1918 | 14 novembre 1922 | DC                   |
| 1                     | 1922 1925 | Jānis Čakste         | 14 novembre 1922 | 14 mars 1927     |                  | DC                   |
| —                     |           | Pauls Kalniņš        | Intérim          | 14 mars 1927     | 8 avril 1927     | LSDSP                |
| 2                     |           | Gustavs Zemgals      | 1927             | 8 avril 1927     | 11 avril 1930    | DC                   |
| 3                     |           | Alberts Kviesis      | 1930 1933        | 11 avril 1930    | 11 avril 1936    | LZS puis Indépendant |
| 4                     |           | Kārlis Ulmanis       | Coup d'État      | 11 avril 1936    | 21 juillet 1940  | Indépendant          |
| Occupation soviétique |           |                      |                  |                  |                  |                      |
| —                     |           | Anatolijs Gorbunovs  | Intérim          | 21 août 1991     | 8 juillet 1993   | LTF                  |
| 5                     |           | Guntis Ulmanis       | 1993 1996        | 8 juillet 1993   | 8 juillet 1999   | LZS                  |
| 6                     |           | Vaira Vīķe-Freiberga | 1999 2003        | 8 juillet 1999   | 8 juillet 2007   | Indépendante         |
| 7                     |           | Valdis Zatlers       | 2007             | 8 juillet 2007   | 8 juillet 2011   | Indépendant          |
| 8                     |           | Andris Bērziņš       | 2011             | 8 juillet 2011   | 8 juillet 2015   | ZZS                  |
| 9                     |           | Raimonds Vējonis     | 2015             | 8 juillet 2015   | 8 juillet 2019   | LZP                  |
| 10                    |           | Egils Levits         | 2019             | 8 juillet 2019   | 8 juillet 2023   | Indépendant          |
| 11                    |           | Edgars Rinkēvičs     | 2023             | 8 juillet 2023   | en cours         | JV                   |